# 2-й Кожевнический переулок
Второ́й Коже́внический переулок — переулок, расположенный в Южном административном округе города Москвы на территории Даниловского района.

## История
Переулок существует с XIX века. Здесь ногайцы уже с XV века торговали лошадьми и здесь же выделывали их кожи. Ранее назывался Большой Троицкий переулок, по церкви Троицы в Кожевниках, и Журихин, по фамилии домовладельца.

## Расположение
Переулок находится между Четвёртым Кожевническим и улицей Кожевнический Вражек. По пути пересекается с Первым Кожевническим переулком.
На этом переулке расположено несколько административных зданий, три жилых дома, типография «Вишнёвый пирог», ВНИИ ПВТИ и Церковь Святой Троицы.
По нынешнему адресу Второй Кожевнический переулок, 10/11 до 1917 года находилась Церковь Петра и Павла в Петро-Николаевской богадельне. Она была построена в 1867 году, а после революции закрыта и перестроена в жилой дом.

## Транспорт
Маршруты наземного транспорта по переулку не проходят. Ближайшие трамвайные и автобусные остановки находятся на Кожевнической улице.

### Метро
- Станция метро  Павелецкая Замоскворецкой линии — в 1,5 км на северо-восток.
- Станция метро  Павелецкая Кольцевой линии — в 0,8 км на северо-запад.
- Станция метро  Пролетарская Таганско-Краснопресненской линии — в 0,9 км на северо-восток.
- Станция метро  Крестьянская Застава Люблинско-Дмитровской линии — в 1,1 км на северо-восток.

### Железнодорожный транспорт
- Павелецкий вокзал — в 0,8 км на северо-запад.